# Otroci
Otroci (szerbül: Отроци), település Szerbiában, a Raškai körzet Vrnjačka Banja-i községében.

## Népesség
- 1948-ban 849 lakosa volt.
- 1953-ban 888 lakosa volt.
- 1961-ben 852 lakosa volt.
- 1971-ben 761 lakosa volt.
- 1981-ben 698 lakosa volt.
- 1991-ben 627 lakosa volt.
- 2002-ben 543 lakosa volt, akik közül 527 szerb (97,05%), 8 macedón, 2 jugoszláv, 1 horvát, 1 orosz, 1 szlovák és 3 ismeretlen.